# Lestanville
Lestanville est une commune française située dans le département de la Seine-Maritime en région Normandie.

## Géographie

### Localisation
La commune est située dans l'aire d'attraction de Rouen, la zone d'emploi de Dieppe-Caux maritime et le bassin de vie d'Offranville.

### Communes limitrophes
Les communes limitrophes sont  Auzouville-sur-Saâne, Saint-Ouen-le-Mauger et Saint-Pierre-Bénouville.
|                      | Saint-Ouen-le-Mauger    |                         |
| Auzouville-sur-Saâne | Lestanville             | Saint-Pierre-Bénouville |
|                      | Saint-Pierre-Bénouville | Saint-Pierre-Bénouville |

### Géologie et relief
La superficie de la commune est de 1,63 km2 ; son altitude varie de 65  à   144 mètres.

### Hydrographie
La commune est située dans le bassin Seine-Normandie. Elle est drainée par la Saâne,.
La Saâne, d'une longueur de 40 km, prend sa source dans la commune de Yerville et se jette dans la Manche en limite des communes de Sainte-Marguerite-sur-Mer et de Quiberville-sur-Mer, après avoir traversé 24 communes. Les caractéristiques hydrologiques de la Saâne sont données par la station hydrologique située sur la commune de Val-de-Saâne. Le débit moyen mensuel est de 0,464 m3/s. Le débit moyen journalier maximum est de 7,51 m3/s, atteint lors de la crue du 26 décembre 1999. Le débit instantané maximal est quant à lui de 21,5 m3/s, atteint le même jour.

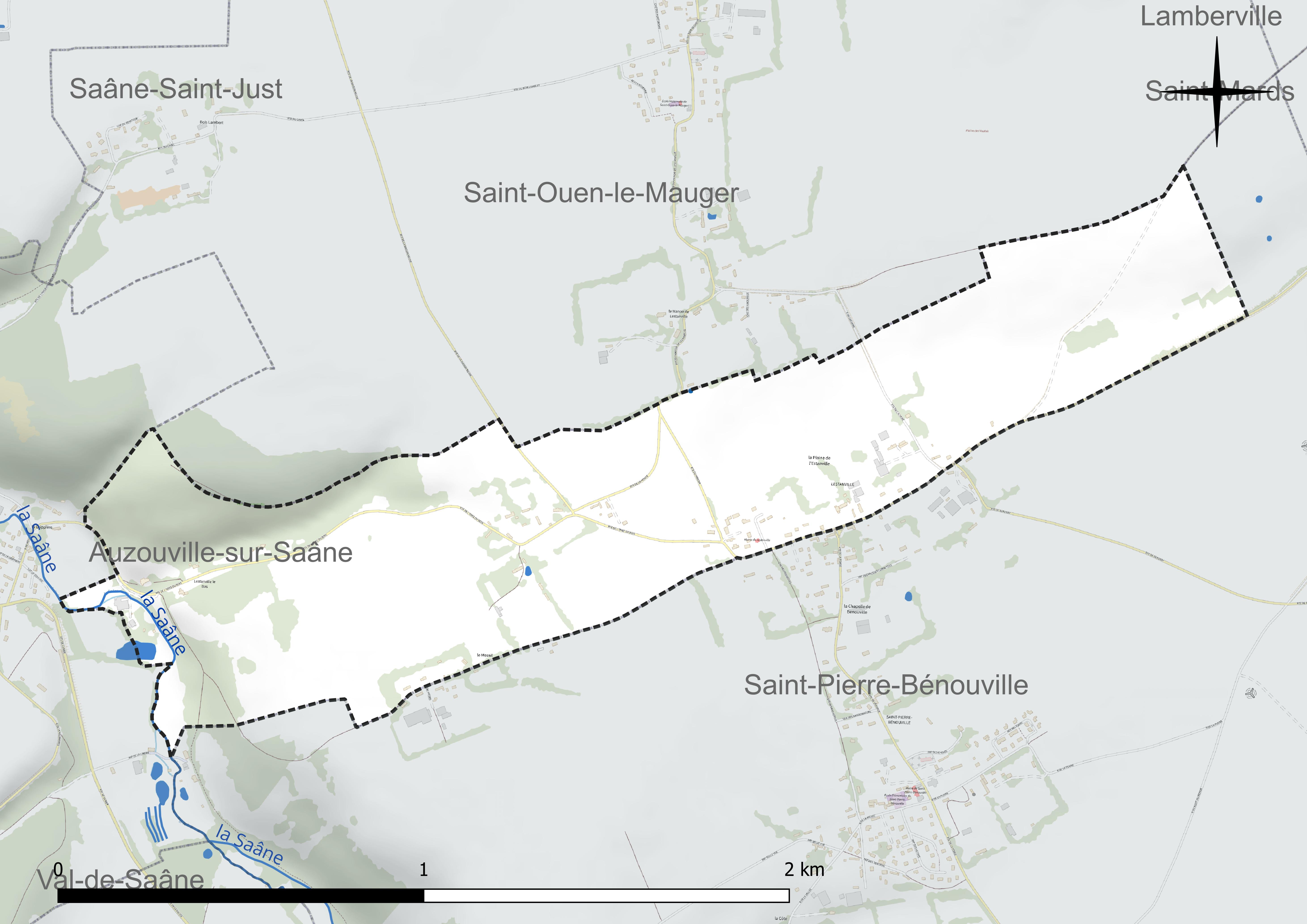
Réseau hydrographique de Lestanville.

### Climat
Pour des articles plus généraux, voir Climat de la Normandie et Climat de la Seine-Maritime.
En 2010, le climat de la commune est de type climat océanique altéré, selon une étude du CNRS s'appuyant sur une série de données couvrant la période 1971-2000. En 2020, Météo-France publie une typologie des climats de la France métropolitaine dans laquelle la commune est exposée à un climat océanique et est dans la région climatique Côtes de la Manche orientale, caractérisée par un faible ensoleillement (1 550 h/an) ; forte humidité de l’air (plus de 20 h/jour avec humidité relative > 80 % en hiver), vents forts fréquents. Parallèlement le GIEC normand, un groupe régional d’experts sur le climat, différencie quant à lui, dans une étude de 2020, trois grands types de climats pour la région Normandie, nuancés à une échelle plus fine par les facteurs géographiques locaux. La commune est, selon ce zonage, exposée à un « climat maritime », correspondant au Pays de Caux, frais, humide et pluvieux, légèrement plus frais que dans le Cotentin.
Pour la période 1971-2000, la température annuelle moyenne est de 10,2 °C, avec une amplitude thermique annuelle de 13,2 °C. Le cumul annuel moyen de précipitations est de 883 mm, avec 13,4 jours de précipitations en janvier et 8,9 jours en juillet. Pour la période 1991-2020, la température moyenne annuelle observée sur la station météorologique la plus proche, située sur la commune d'Ectot-lès-Baons à 16 km à vol d'oiseau, est de 10,8 °C et le cumul annuel moyen de précipitations est de 905,5 mm,. Pour l'avenir, les paramètres climatiques de la commune estimés pour 2050 selon différents scénarios d’émission de gaz à effet de serre sont consultables sur un site dédié publié par Météo-France en novembre 2022.

## Urbanisme

### Typologie
Au 1er janvier 2024, Lestanville est catégorisée commune rurale à habitat dispersé, selon la nouvelle grille communale de densité à sept niveaux définie par l'Insee en 2022.
Elle est située hors unité urbaine. Par ailleurs la commune fait partie de l'aire d'attraction de Rouen, dont elle est une commune de la couronne,. Cette aire, qui regroupe 317 communes, est catégorisée dans les aires de 200 000 à moins de 700 000 habitants,.

### Occupation des sols

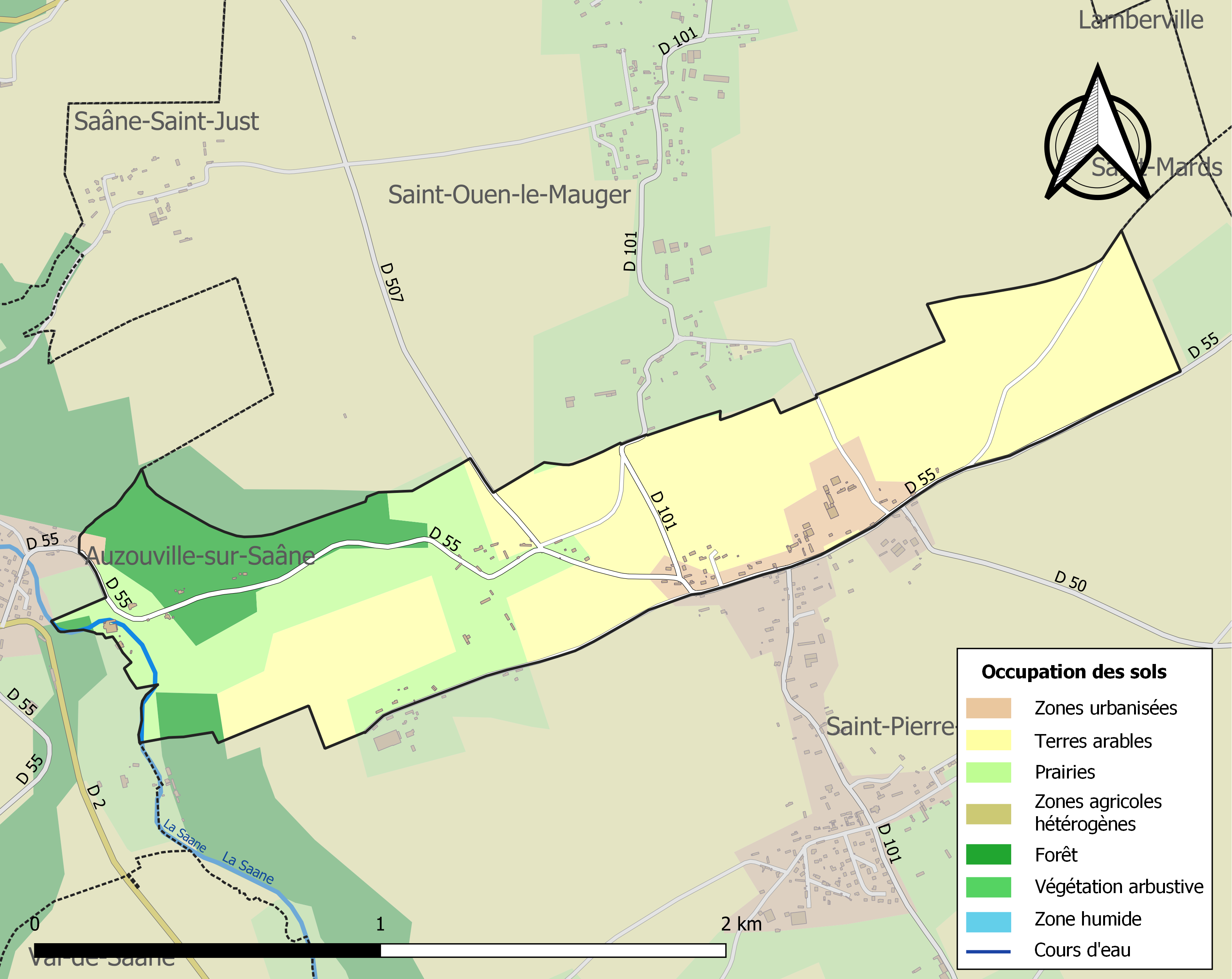
Carte des infrastructures et de l'occupation des sols de la commune en 2018 (CLC).

L'occupation des sols de la commune, telle qu'elle ressort de la base de données européenne d’occupation biophysique des sols Corine Land Cover (CLC), est marquée par l'importance des territoires agricoles (80,5 % en 2018), une proportion sensiblement équivalente à celle de 1990 (80,9 %). La répartition détaillée en 2018 est la suivante : 
terres arables (58,6 %), prairies (21,8 %), forêts (13,4 %), zones urbanisées (6,1 %). L'évolution de l’occupation des sols de la commune et de ses infrastructures peut être observée sur les différentes représentations cartographiques du territoire : la carte de Cassini (XVIIIe siècle), la carte d'état-major (1820-1866) et les cartes ou photos aériennes de l'IGN pour la période actuelle (1950 à aujourd'hui).

### Habitat et logement
En 2020, le nombre total de logements dans la commune était de 42, alors qu'il était de 39 en 2015 et de 41 en 2010.
Parmi ces logements, 80,2 % étaient des résidences principales, 8,5 % des résidences secondaires et 11,3 % des logements vacants. Ces logements étaient pour 100 % d'entre eux des maisons individuelles et pour 0 % des appartements.
Le tableau ci-dessous présente la typologie des logements à Lestanville en 2020 en comparaison avec celle de la Seine-Maritime et de la France entière. Une caractéristique marquante du parc de logements est ainsi une proportion de résidences secondaires et logements occasionnels (8,5 %) supérieure à celle du département (4,1 %) mais inférieure à celle de la France entière (9,7 %). Concernant le statut d'occupation de ces logements, 84,8 % des habitants de la commune sont propriétaires de leur logement (90,3 % en 2014), contre 53 % pour la Seine-Maritime et 57,5 pour la France entière.
| Typologie                                               | Lestanville | Seine-Maritime | France entière |
| ------------------------------------------------------- | ----------- | -------------- | -------------- |
| Résidences principales (en %)                           | 80,2        | 87,9           | 82,1           |
| Résidences secondaires et logements occasionnels (en %) | 8,5         | 4,1            | 9,7            |
| Logements vacants (en %)                                | 11,3        | 8,1            | 8,2            |

## Toponymie
Le nom de la localité est attesté sous la forme Lestanvillam en 1161.

## Politique et administration

### Rattachements administratifs et électoraux

#### Rattachements administratifs
La commune se trouve dans l'arrondissement de Dieppe du département de la Seine-Maritime
Elle faisait partie depuis 1793 du canton de Bacqueville-en-Caux. Dans le cadre du redécoupage cantonal de 2014 en France, cette circonscription administrative territoriale a disparu, et le canton n'est plus qu'une circonscription électorale.

#### Rattachements électoraux
Pour les élections départementales, la commune fait partie depuis 2014 du canton de Luneray
Pour l'élection des députés, elle fait partie de la dixième circonscription de la Seine-Maritime.

### Intercommunalité
Lestanville était membre de la communauté de communes Saâne et Vienne, un établissement public de coopération intercommunale (EPCI) à fiscalité propre créé fin 2001 et auquel la commune avait transféré un certain nombre de ses compétences, dans les conditions déterminées par le code général des collectivités territoriales.
Dans le cadre des dispositions de la loi portant nouvelle organisation territoriale de la République du 7 août 2015, qui prévoit que les établissements publics de coopération intercommunale (EPCI) à fiscalité propre doivent avoir un minimum de 15 000 habitants, cette intercommunalité a fusionné avec ses voisines pour former, le 1er janvier 2017, la communauté de communes Terroir de Caux, dont est désormais membre la commune

### Liste des maires
| Période                                  | Période                     | Identité         | Étiquette | Qualité                                                                          |
| ---------------------------------------- | --------------------------- | ---------------- | --------- | -------------------------------------------------------------------------------- |
| Les données manquantes sont à compléter. |                             |                  |           |                                                                                  |
|                                          |                             |                  |           |                                                                                  |
| 1835                                     |                             | Pierre Dubos     |           |                                                                                  |
|                                          |                             |                  |           |                                                                                  |
| 1912                                     |                             | Charles Massieu  |           |                                                                                  |
| 1926                                     |                             | M. Prouin        |           |                                                                                  |
|                                          |                             |                  |           |                                                                                  |
| 1962                                     |                             | Halbourg         |           |                                                                                  |
|                                          |                             |                  |           |                                                                                  |
|                                          | 1995                        | Georges Courtel  |           | Mort en fonction                                                                 |
| 1995                                     | février 2024,               | Loïc Boussard d  |           | Instituteur et secrétaire de mairie retraité Président du Sivos Mort en fonction |
| avril 2024                               | En cours (au 18 avril 2024) | Ludovic Tremblay |           | Plombier                                                                         |

## Démographie
L'évolution du nombre d'habitants est connue à travers les recensements de la population effectués dans la commune depuis 1793. Pour les communes de moins de 10 000 habitants, une enquête de recensement portant sur toute la population est réalisée tous les cinq ans, les populations de référence des années intermédiaires étant quant à elles estimées par interpolation ou extrapolation. Pour la commune, le premier recensement exhaustif entrant dans le cadre du nouveau dispositif a été réalisé en 2006.

En 2022, la commune comptait 93 habitants, en évolution de −1,06 % par rapport à 2016 (Seine-Maritime : +0,35 %, France hors Mayotte : +2,11 %).
| 1793 | 1800 | 1806 | 1821 | 1831 | 1836 | 1841 | 1846 | 1851 |
| ---- | ---- | ---- | ---- | ---- | ---- | ---- | ---- | ---- |
| 196  | 168  | 261  | 252  | 237  | 219  | 221  | 216  | 198  |

| 1856 | 1861 | 1866 | 1872 | 1876 | 1881 | 1886 | 1891 | 1896 |
| ---- | ---- | ---- | ---- | ---- | ---- | ---- | ---- | ---- |
| 192  | 186  | 153  | 169  | 167  | 149  | 129  | 121  | 97   |

| 1901 | 1906 | 1911 | 1921 | 1926 | 1931 | 1936 | 1946 | 1954 |
| ---- | ---- | ---- | ---- | ---- | ---- | ---- | ---- | ---- |
| 104  | 78   | 106  | 107  | 87   | 99   | 85   | 85   | 71   |

| 1962 | 1968 | 1975 | 1982 | 1990 | 1999 | 2006 | 2011 | 2016 |
| ---- | ---- | ---- | ---- | ---- | ---- | ---- | ---- | ---- |
| 90   | 84   | 67   | 62   | 68   | 76   | 89   | 97   | 94   |

| 2021 | 2022 | - | - | - | - | - | - | - |
| ---- | ---- | - | - | - | - | - | - | - |
| 94   | 93   | - | - | - | - | - | - | - |

## Pour approfondir